# 2018年冬季残疾人奥林匹克运动会越野滑雪比赛
2018年冬季残疾人奥林匹克运动会越野滑雪比賽將在阿爾卑西亞越野和冬季兩項中心舉行。